# کمبل سلیمان
کمبل سلیمان، روستایی در دهستان کمبل سلیمان بخش مرکزی شهرستان چابهار در استان سیستان و بلوچستان ایران است. این روستا، مرکز دهستان کمبل سلیمان است.

## جمعیت
بر پایه سرشماری عمومی نفوس و مسکن در سال ۱۳۹۵، جمعیت این روستا برابر با ۸۷۲ نفر (۱۹۷ خانوار) بوده‌است.